# Конда-сюр-Ганаве
Конда́-сюр-Ганаве́ (фр. Condat-sur-Ganaveix, окс. Condat de Ganavés) — коммуна во Франции, находится в регионе Лимузен. Департамент — Коррез. Входит в состав кантона Юзерш. Округ коммуны — Тюль.
Код INSEE коммуны — 19060.
Коммуна расположена приблизительно в 390 км к югу от Парижа, в 55 км юго-восточнее Лиможа, в 26 км к северо-западу от Тюля.

## Население
Население коммуны на 2008 год составляло 656 человек.
| 1962 | 1968 | 1975 | 1982 | 1990 | 1999 | 2008 |
| ---- | ---- | ---- | ---- | ---- | ---- | ---- |
| 835  | 922  | 815  | 726  | 678  | 631  | 656  |

## Климат
| Показатель                                                          | Янв. | Фев. | Март | Апр. | Май  | Июнь | Июль | Авг. | Сен. | Окт. | Нояб. | Дек. | Год   |
| ------------------------------------------------------------------- | ---- | ---- | ---- | ---- | ---- | ---- | ---- | ---- | ---- | ---- | ----- | ---- | ----- |
| Средний максимум, °C                                                | 7,0  | 8,3  | 11,1 | 13,7 | 17,7 | 21,2 | 23,7 | 23,5 | 20,3 | 16,2 | 10,4  | 7,5  | 15,1  |
| Средняя температура, °C                                             | 4,2  | 5    | 7,2  | 9,5  | 13,3 | 16,5 | 18,7 | 18,6 | 15,7 | 12,3 | 7,2   | 4,7  | 11,1  |
| Средний минимум, °C                                                 | 1,4  | 1,8  | 3,4  | 5,3  | 8,9  | 11,9 | 13,8 | 13,8 | 11,2 | 8,4  | 4,0   | 1,9  | 7,2   |
| Норма осадков, мм                                                   | 89,9 | 77,3 | 80,8 | 84   | 89,2 | 70,1 | 62,8 | 78,1 | 80   | 89,3 | 93,9  | 97,1 | 992,5 |
| Источник: Climatologie de 1959 à 2008 - Condat-sur-Ganaveix, France |      |      |      |      |      |      |      |      |      |      |       |      |       |

## Администрация
| Период | Период | Фамилия        | Партия                  | Примечания |
| ------ | ------ | -------------- | ----------------------- | ---------- |
| 1959   | 1983   | Луи Бурделу    |                         | коммерсант |
| 1983   | 1986   | Роже Илер      |                         |            |
| 1986   | 1995   | Марсель Манте  |                         | фермер     |
| 1995   | 2014   | Мишель Плазане | Социалистическая партия | фермер     |

## Экономика
В 2007 году среди 410 человек в трудоспособном возрасте (15-64 лет) 266 были экономически активными, 144 — неактивными (показатель активности — 64,9 %, в 1999 году было 60,2 %). Из 266 активных работали 248 человек (134 мужчины и 114 женщин), безработных было 18 (9 мужчин и 9 женщин). Среди 144 неактивных 31 человек были учениками или студентами, 46 — пенсионерами, 67 были неактивными по другим причинам.

## Фотогалерея

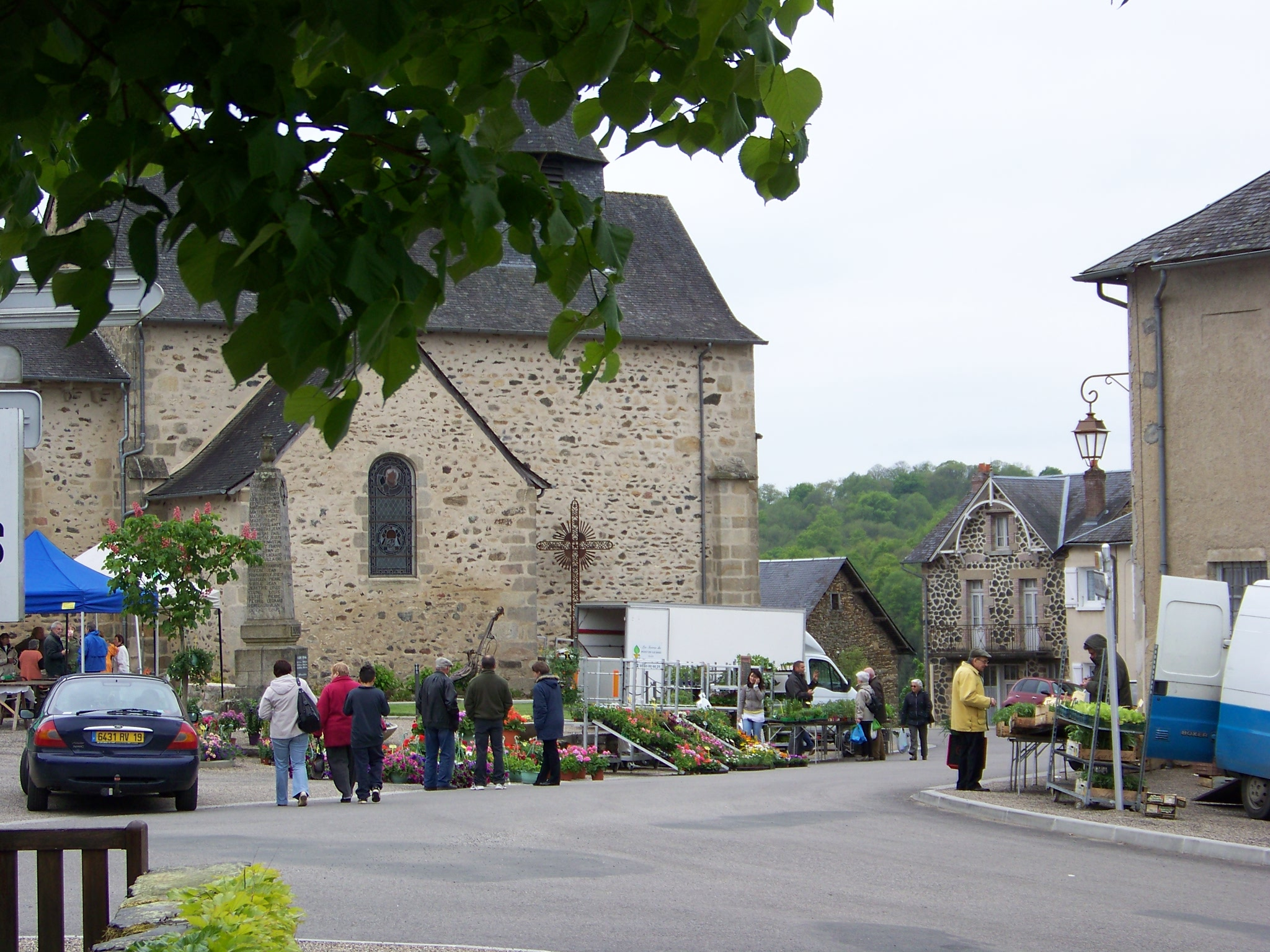
Церковная площадь
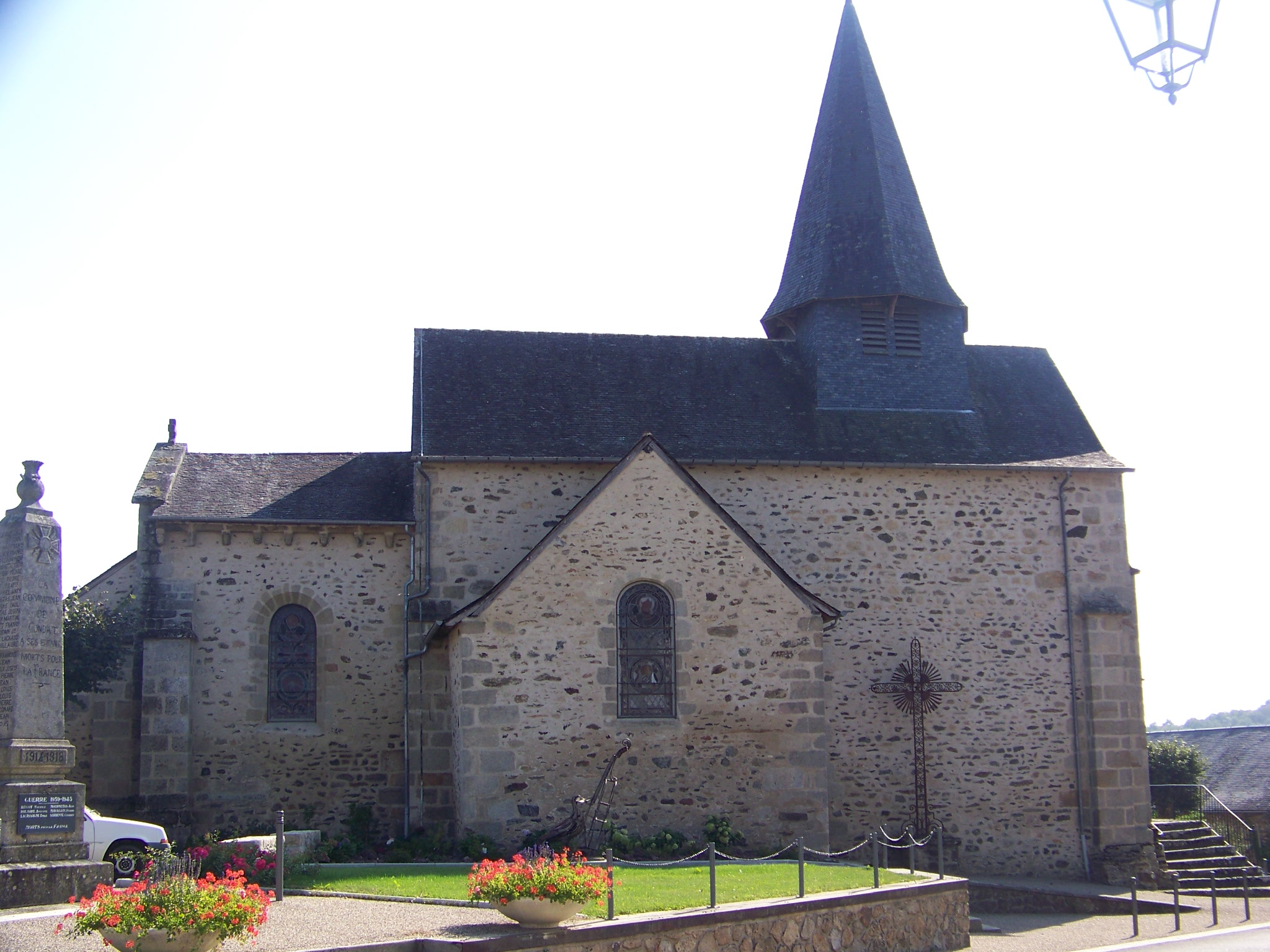
Церковь Сен-Жюльен
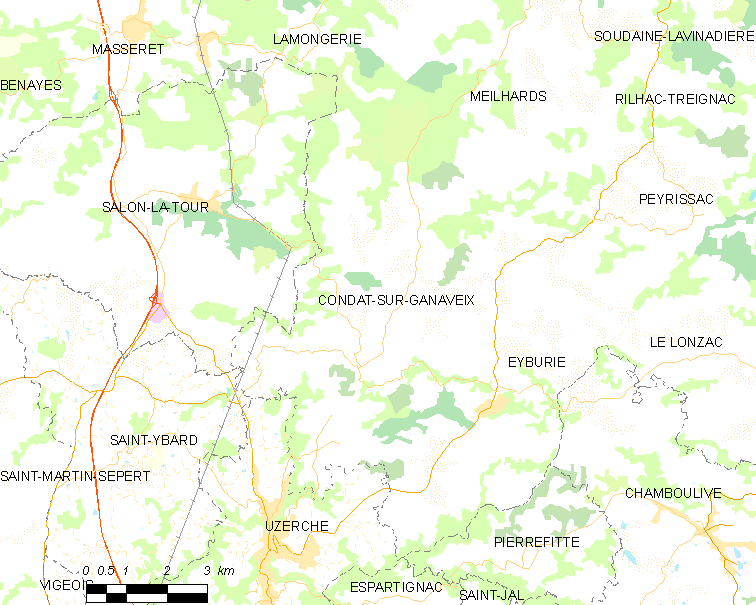
Карта коммуны